# Alfons Amade
Alfons Antonio Chico Amade (Heidelberg, 12 novembre 1999) è un calciatore tedesco naturalizzato mozambicano, centrocampista del Dunfermline e della nazionale mozambicana.

## Carriera

### Club
Cresciuto nel settore giovanile dell'Hoffenheim, esordisce in prima squadra il 2 marzo 2019, disputando l'incontro di Bundesliga perso per 3-2 sul campo dell'Eintracht Francoforte. Sempre nel 2019, passa in prestito per una stagione all'Eintracht Braunschweig, in terza divisione. Rientrato alla base, riesce a giocare un'altra partita con la prima squadra dell'Hoffenheim, ovvero l'incontro della fase a gironi di Europa League vinto per 4-1 contro il Gent.
Il 20 luglio 2021 viene acquistato a titolo definitivo dai belgi dell'Ostenda, firmando un contratto valido fino al 2024 con opzione aggiuntiva di un altro anno.

### Nazionale
Ha rappresentato le nazionali giovanili tedesche. Successivamente ha scelto di rappresentare il Mozambico, con la cui nazionale maggiore ha partecipato alla Coppa d'Africa 2023.

## Statistiche

### Presenze e reti nei club
Statistiche aggiornate al 27 agosto 2022.
| Stagione             | Squadra                | Campionato           | Campionato | Campionato | Coppe nazionali | Coppe nazionali | Coppe nazionali | Coppe continentali | Coppe continentali | Coppe continentali | Altre coppe | Altre coppe | Altre coppe | Totale | Totale |
| Stagione             | Squadra                | Comp                 | Pres       | Reti       | Comp            | Pres            | Reti            | Comp               | Pres               | Reti               | Comp        | Pres        | Reti        | Pres   | Reti   |
| -------------------- | ---------------------- | -------------------- | ---------- | ---------- | --------------- | --------------- | --------------- | ------------------ | ------------------ | ------------------ | ----------- | ----------- | ----------- | ------ | ------ |
| 2018-2019            | Hoffenheim II          | RL                   | 19         | 1          |                 | -               | -               |                    | -                  | -                  |             | -           | -           | 19     | 1      |
| 2018-2019            | Hoffenheim             | BL                   | 1          | 0          | CG              | 0               | 0               | UCL                | 0                  | 0                  |             | -           | -           | 1      | 0      |
| 2019-2020            | Eintracht Braunschweig | 3L                   | 4          | 0          |                 | -               | -               |                    | -                  | -                  |             | -           | -           | 4      | 0      |
| 2020-2021            | Hoffenheim II          | RL                   | 35         | 4          |                 | -               | -               |                    | -                  | -                  |             | -           | -           | 35     | 4      |
| Totale Hoffenheim II | Totale Hoffenheim II   | Totale Hoffenheim II | 54         | 5          |                 | -               | -               |                    | -                  | -                  |             | -           | -           | 54     | 5      |
| 2020-2021            | Hoffenheim             | BL                   | 0          | 0          | CG              | 0               | 0               | UEL                | 1                  | 0                  |             | -           | -           | 1      | 0      |
| Totale Hoffenheim    | Totale Hoffenheim      | Totale Hoffenheim    | 1          | 0          |                 | 0               | 0               |                    | 1                  | 0                  |             | -           | -           | 2      | 0      |
| 2021-2022            | Ostenda                | D1                   | 18         | 2          | CB              | 1               | 0               |                    | -                  | -                  |             | -           | -           | 19     | 2      |
| 2022-2023            | Ostenda                | D1                   | 6          | 0          | CB              | 0               | 0               |                    | -                  | -                  |             | -           | -           | 6      | 0      |
| Totale carriera      | Totale carriera        | Totale carriera      | 83         | 5          |                 | 1               | 0               |                    | 1                  | 0                  |             | -           | -           | 85     | 5      |

### Cronologia presenze e reti in nazionale
| Cronologia completa delle presenze e delle reti in nazionale ― Mozambico | Cronologia completa delle presenze e delle reti in nazionale ― Mozambico | Cronologia completa delle presenze e delle reti in nazionale ― Mozambico | Cronologia completa delle presenze e delle reti in nazionale ― Mozambico | Cronologia completa delle presenze e delle reti in nazionale ― Mozambico | Cronologia completa delle presenze e delle reti in nazionale ― Mozambico | Cronologia completa delle presenze e delle reti in nazionale ― Mozambico | Cronologia completa delle presenze e delle reti in nazionale ― Mozambico |
| Data                                                                     | Città                                                                    | In casa                                                                  | Risultato                                                                | Ospiti                                                                   | Competizione                                                             | Reti                                                                     | Note                                                                     |
| ------------------------------------------------------------------------ | ------------------------------------------------------------------------ | ------------------------------------------------------------------------ | ------------------------------------------------------------------------ | ------------------------------------------------------------------------ | ------------------------------------------------------------------------ | ------------------------------------------------------------------------ | ------------------------------------------------------------------------ |
| 6-1-2024                                                                 | Soweto                                                                   | Mozambico                                                                | 2 – 0                                                                    | Lesotho                                                                  | Amichevole                                                               | -                                                                        | 70’                                                                      |
| 8-1-2024                                                                 | Soweto                                                                   | Botswana                                                                 | 1 – 1                                                                    | Mozambico                                                                | Amichevole                                                               | 1                                                                        | 46’                                                                      |
| 14-1-2024                                                                | Abidjan                                                                  | Egitto                                                                   | 2 – 2                                                                    | Mozambico                                                                | Coppa d'Africa 2023 - 1º turno                                           | -                                                                        |                                                                          |
| 19-1-2024                                                                | Abidjan                                                                  | Capo Verde                                                               | 3 – 0                                                                    | Mozambico                                                                | Coppa d'Africa 2023 - 1º turno                                           | -                                                                        | 67’                                                                      |
| 22-1-2024                                                                | Abidjan                                                                  | Mozambico                                                                | 2 – 2                                                                    | Ghana                                                                    | Coppa d'Africa 2023 - 1º turno                                           | -                                                                        | 73’                                                                      |
| 7-6-2024                                                                 | Maputo                                                                   | Mozambico                                                                | 2 – 1                                                                    | Somalia                                                                  | Qual. Mondiali 2026                                                      | 1                                                                        | 85’                                                                      |
| 10-6-2024                                                                | El Jadida                                                                | Guinea                                                                   | 0 – 1                                                                    | Mozambico                                                                | Qual. Mondiali 2026                                                      | -                                                                        | 63’ 70’                                                                  |
| 11-10-2024                                                               | Maputo                                                                   | Mozambico                                                                | 1 – 1                                                                    | eSwatini                                                                 | Qual. Coppa d'Africa 2025                                                | -                                                                        | 62’                                                                      |
| 14-10-2024                                                               | Mbombela                                                                 | eSwatini                                                                 | 0 – 3                                                                    | Mozambico                                                                | Qual. Coppa d'Africa 2025                                                | -                                                                        | 79’                                                                      |
| 15-11-2024                                                               | Maputo                                                                   | Mozambico                                                                | 0 – 1                                                                    | Mali                                                                     | Qual. Coppa d'Africa 2025                                                | -                                                                        | 46’                                                                      |
| 19-11-2024                                                               | Bissau                                                                   | Guinea-Bissau                                                            | 1 – 2                                                                    | Mozambico                                                                | Qual. Coppa d'Africa 2025                                                | -                                                                        |                                                                          |
| 20-3-2025                                                                | Il Cairo                                                                 | Mozambico                                                                | 3 – 1                                                                    | Uganda                                                                   | Qual. Mondiali 2026                                                      | -                                                                        |                                                                          |
| 25-3-2025                                                                | Tizi Ouzou                                                               | Algeria                                                                  | 5 – 1                                                                    | Mozambico                                                                | Qual. Mondiali 2026                                                      | -                                                                        | 82’                                                                      |
| Totale                                                                   |                                                                          | Presenze                                                                 | 13                                                                       |                                                                          | Reti                                                                     | 2                                                                        |                                                                          |